# Audi Quattro (compétition)
L'Audi Quattro est une voiture de route et de rallye, produite par le constructeur automobile allemand Audi, qui fait partie du Groupe Volkswagen.
L'Audi Quattro a été présenté au Salon de l'automobile de Genève le 3 mars 1980,. La production de la version originale a continué jusqu'en 1991.

## Championnat du monde des rallyes
| Année | Modèle                                  | Pilote                                                                                | Pos. | Pt. |
| ----- | --------------------------------------- | ------------------------------------------------------------------------------------- | ---- | --- |
| 1981  | Audi quattro Gr.4                       | Hannu Mikkola (3e) • Michèle Mouton (8e)                                              | 5e   | 63  |
| 1982  | Audi quattro Gr.4                       | Michèle Mouton (2e) • Hannu Mikkola (3e) • Stig Blomqvist (4e)                        | 1re  | 116 |
| 1983  | Audi quattro A1 et Audi quattro A2 Gr.B | Hannu Mikkola (1re) • Stig Blomqvist (3e) • Michèle Mouton (5e)                       | 2e   | 116 |
| 1984  | Audi quattro A2 Gr.B                    | Stig Blomqvist (1re) • Hannu Mikkola (2e) • Walter Röhrl (11e) • Michèle Mouton (12e) | 1re  | 120 |
| 1985  | Audi Sport quattro Gr.B                 | Stig Blomqvist (2e) • Walter Röhrl (3e) • Hannu Mikkola (22e)                         | 2e   | 126 |
| 1986  | Audi Sport quattro S1 Gr.B              | Hannu Mikkola (18e) • Walter Röhrl (22e)                                              | 4e   | 29  |

## Titres

### Rallyes (A1, A2, S1, S2, Coupé)
- Championnat du monde des rallyes constructeurs (2): 1982 et 1984;
  - Vice-championne du monde des rallyes constructeurs: 1983 et 1985;
- Championnat du monde des rallyes pilotes (2): 1983 (Hannu Mikkola) et 1984 (Stig Blomqvist) (copilotes: Arne Hertz, puis Björn Cederberg);
  - Vice-champion du monde des rallyes pilotes: 1982 (Michèle Mouton), 1984 (H. Mikkola), et 1985 (S. Blomqvist);
  - 3e du championnat du monde des rallyes pilotes: 1982 (Hannu Mikkola), et 1985 (Walter Röhrl);
  - 3e du championnat d’Europe des rallyes pilotes: 1984 (Harald Demuth), et 1987 (David Llewellin);

(23 victoires en WRC: Suède 1981, 1982, 1983 et 1984, SanRemo 1981, 1982 et 1985, Grande-Bretagne 1981, Portugal 1982, 1983 et 1984, Acropole 1982 et 1984, Brésil 1982, Finlande 1982 et 1983, Grande-Bretagne 1982 et 1983, Argentine 1983 et 1984, Monte-Carlo 1984, Nouvelle-Zélande 1984, Côte d'Ivoire 1984).
- Championnat d'Autriche des Rallyes (6): 1983 et 1984 (Franz Wittmann), 1985 (Wielfried Wiedner), 1986 (Georg Fischer en Gr.A et W. Wiedner en Gr.B), et 1987 (G. Fischer);
- Championnat d'Afrique du Sud des rallyes (5): 1981, 1982, 1983, 1984 et 1985 (Sarel van der Merwe);
- Championnat d'Allemagne des rallyes (4): 1982 et 1984 (H. Demuth), puis 1987 et 1988 (Armin Schwarz);
- Championnat de République tchèque des rallyes (3): 1986, 1988 et 1989 (Leo Pavlík);
- Championnat de Hongrie des rallyes (2): 1988 (László Ranga)  et 1989 (György Selmeczi);
- Championnat d'Angleterre des rallyes (1): 1983 (Stig Blomqvist);
- Championnat de Grèce des rallyes (1): 1987 (Ioánnis Vardinoyiannis);
- Championnat de Turquie des rallyes (1): 1988 (Emre Yerlici);
- Championnat des États-Unis des rallyes SCCA ProRally constructeurs: 1982, 1983, 1984, 1986, 1987 et 1990 (titres ultérieurs uniquement avec la 200 Turbo 2L.);
- Championnat des États-Unis des rallyes SCCA ProRally pilotes: 1982, 1983, 1984, 1985, 1986 et 1987 (John Buffum), 1990 (Paul Choiniere);
- Championnat du Canada des rallyes constructeurs: 1989, 1990, 1991, 1992, 1994, 1995, 1997, 1998 et 1999;
- Championnat du Canada des rallyes pilotes: 1989 (P. Choiniere), 1991 (Frank Sprongl), 1993 (Tom McGeer), 1994, 1995, 1997, 1998 et 1999 (F. Sprongl sur S2);
- Coupe d'Amérique du Nord des rallyes constructeurs: 1983, 1984, 1986, 1987 et 1988, 1990, 1991, 1992, 1993, 1994, 1995, 1997 1998 et 1999;
- Coupe d'Amérique du Nord des rallyes pilotes: 1983, 1984, 1985, 1986 et 1987 (J. Buffum), 1988 et 1989 (P. Choiniere), 1990 et 1991 (Bruno Kreibich), 1994, 1995, 1997 et 1999 (F.Sprongl);
- Victoires : en  Championnat de Belgique des rallyes (2): 1983 : Boucles de Spa (ERC) et Haspengouwrally (ERC) (M. Duez)

### Courses de côte
- Pikes Peak International Hill Climb: 1982 et 1983 (J. Buffum), 1984 et 1985 (M. Mouton), 1986 (Bobby Unser), et 1987 (W. Röhrl);
- Championnat d'Europe de la montagne (Catégorie I): 1986 et 1987 (Claude-François Jeanneret);
- Champion de Suède de la montagne: 1982 et 1983 (S. Blomqvist);

### Rallycross
- Championnat d'Europe de rallycross: 1982 (Franz Wurz), puis 1983 et 1986 (Olle Arnesson);
- Championnat de Suède de rallycross: 1983 (S.Blomqvist);
- Championnat de France de rallycross: 1985 (Jacques Aïta);

### Circuits
- Championnat de France de Supertourisme: 1986 (Xavier Lapeyre).

## Genèse

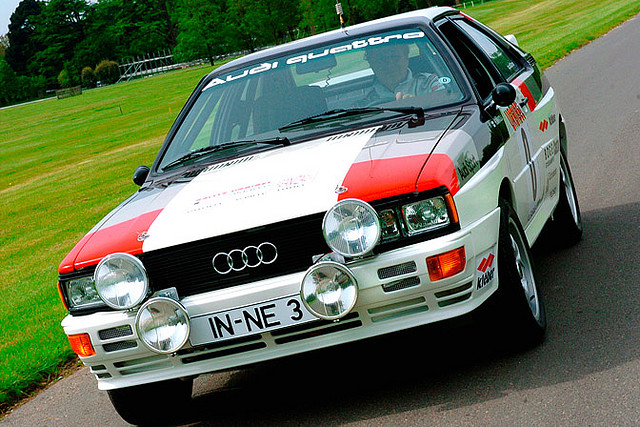
L'Audi Quattro du Rallye Algarve 1980.

Après l'entrée d'Audi en rallye en 1981, l'équipe d'usine a pu remporter le championnat du monde des constructeurs dès 1982 avec l'Audi quattro. En 1983, Hannu Mikkola remporte le championnat du monde des pilotes. Mais au fil du temps, la concurrence s'est renforcée. La quattro Rallye, basée sur une voiture de série, ne pouvait plus suivre les pures machines de course comme la Peugeot 205 Turbo 16 à moteur central. Dès 1983, Audi a décidé de construire un nouveau véhicule - la Sport quattro, également connu sous le nom "der Kurze". Bien que la Sport quattro ressemble assez à la quattro à l'extérieur, les deux n'ont pas grand-chose en commun à part leur nom. De plus, Walter Röhrl a signé pour la saison 1984.
La Sport quattro a été présentée au public pour la première fois au Salon de l'automobile de Francfort de 1983. Les livraisons ont commencé en décembre 1984.
L'Audi quattro a, dès le début de sa conception, été prévue pour courir en rallye. En effet, les quatre roues motrices permanentes sont un avantage indéniable sur les routes à faible adhérence que l'on rencontre dans les épreuves de rallye quand la quasi-totalité des véhicules qui concourent sont des propulsions (Talbot Sunbeam Lotus, Opel Ascona 400 ou encore Renault 5 Turbo) voire des tractions (Renault 5 Alpine).
Seulement, en 1980, la FIA ne permet pas de faire courir des véhicules à quatre roues motrices depuis l'essai de certains véhicules tous terrains (notamment le Jeep Cherokee) et Audi a dû convaincre les dirigeants de la fédération de les autoriser à nouveau.

## Quattro Groupe 4
Chronologie des modèles
Audi 80 Audi Quattro A1
La première version rallye de l'Audi quattro est engagée en catégorie Groupe 4 nécessitant au minimum 400 exemplaires de la version de série (ce qui devait être la limite de production de la voiture de série mais son succès a permis de la produire finalement à plus de 14 000 exemplaires).
Les modifications sont assez nombreuses, ainsi la voiture perd son différentiel central pour disposer d'une répartition fixe de 50 % sur chaque essieu pour favoriser la fiabilité, la motricité et la maniabilité sur terrain glissant.
L'intérieur est vidé de tous éléments de confort et reçoit un arceau soudé qui améliore la sécurité des occupants mais aussi la rigidité de la caisse. Dans la même optique, des renforts en aluminium font leur apparition, notamment des barres anti-rapprochement.
Au niveau de la carrosserie, les ailes sont remplacées par des éléments en aluminium puis en kevlar tout comme les capots et les vitrages — hormis le pare-brise — sont remplacés par des pièces en polycarbonate. Les différentes opérations permettent d'alléger la voiture à un poids d'environ 1 100 kg soit 200 kg de moins que la version de série.
Au niveau de la motorisation, le moteur reçoit un turbocompresseur KKK plus gros que d'origine, l'échangeur de température est plus grand et disposé derrière la calandre et l'injection Bosch K-Jetronic est remplacée par une injection Pierburg. La puissance s'établit ainsi à environ 360ch soit 160 de plus que d'origine.

## Quattro A1
Chronologie des modèles
Audi Quattro A2
Le moteur dispose dorénavant d'un bloc-cylindres en aluminium (le A de A1) pour alléger le train avant, quelques modifications font monter la puissance à environ 380ch.

## Quattro A2
Chronologie des modèles (1983-1986)
Audi Quattro A1 Audi Sport quattro
L'Audi Quattro A2 est la première Audi Quattro Homologuée en groupe B c'est la quattro la plus titrée. La puissance atteint les 360 ch

## Sport quattro
Chronologie des modèles
Audi Quattro A2 Audi Sport quattro E2
L'Audi Sport quattro de rallye est née de la nécessité d'avoir une voiture plus puissante, plus légère et plus maniable pour contrer l'offensive des nouvelles voitures du groupe B (notamment la Peugeot 205 Turbo 16) mais sans remettre en cause l'architecture initiale.

### Carrosserie
Il est décidé de "simplement" raccourcir la quattro d'une trentaine de centimètres juste derrière le montant B. Avec la carrosserie, Audi a pu utiliser le système dit modulaire en raison du grand nombre de ses modèles. Walter Röhrl ayant des problèmes de visibilité avec le pare-brise de la quattro trop incliné, la voiture est en fait l'association de l'avant de l'Audi 80 deux portes qui a un pare-brise plus droit que celui de la berline quatre portes et de l'arrière raccourci de l'Audi quattro. La Sport quattro est 320 mm plus courte que l'Audi quattro. Les portes latérales proviennent entièrement de l'Audi 80. Le hayon est en résine polyester renforcée de fibre de verre, comme c'était également le cas pour le bas de caisse avant de l'Audi quattro. Les ailes, les panneaux latéraux arrière, le toit, le capot et les tabliers avant et arrière ont été fabriqués et livrés par la société Seger et Hoffmann de Suisse. Ces pièces sont constituées de tissu multicouche en aramide, de résine polyépoxyde et de divers additifs. La fabrication et le traitement de ce matériau dimensionnellement stable mais léger représentaient également une grande partie des coûts globaux de l'Audi Sport quattro.

### Moteur
Jamais auparavant toutes les options techniques pour augmenter les performances n'avaient été utilisées côte à côte dans une automobile de série, comme c'est le cas ici. En plus du turbocompresseur à gaz d'échappement, déjà connu, de l'Audi 200 Turbo et de l'Audi quattro, une nouvelle culasse est développée, disposant de deux arbres à cames et de 20 soupapes (quatre par cylindre) permettant de porter la puissance à plus de 400ch. Afin de rester en dessous de 3 litres malgré le soi-disant "facteur turbo" de 1,4 prévu pour les moteurs turbo de compétition, la cylindrée a été réduite de 2,144 l à 2,133 l en réduisant l'alésage de 79,5 mm à 79,3 mm:
- 2,144 l x 1,4 = 3,0016 l
- 2,133 l x 1,4 = 2,9862 l

C'était important car la réglementation n'autorisait que les véhicules d'une cylindrée inférieure à 3 litres et d'un poids inférieur à 1000 kg. Conformément à la fonction de l'Audi Sport quattro, qui est de sortir victorieuse sur les circuits de rallye nationaux et internationaux, le concept global du moteur a été conçu de telle manière qu'une nouvelle augmentation de la puissance passant de 450 à 500 ch était relativement facile à réaliser pour un usage sportif.
Le bloc moteur était en aluminium pour compenser le poids supplémentaire de la culasse à quatre soupapes et du turbocompresseur plus gros. De plus, un nouveau système d'injection entièrement électronique a été utilisé pour la première fois dans un moteur turbo d'Audi pour la Sport quattro.
Le moteur de l'Audi Sport quattro a atteint une puissance de 225 kW (306 ch) et 350 Nm de couple. Le moteur cinq cylindres à quatre soupapes avec turbocompresseur K27 de Kühnle, Kopp & Kausch permettait une pression de suralimentation allant jusqu'à 2,04 bars.

### Équipement
L'Audi Sport quattro disposait d'une gamme d'équipements de série très étendue. Au départ, un équipement supplémentaire n'était pas prévu pour la Sport quattro d'usine.

#### Équipement extérieur
- Pare-chocs couleur carrosserie avec bas de caisse avant intégré
- Pare-chocs couleur carrosserie avec garniture noire intégrée sur la jupe arrière
- Pare-brise feuilleté avec bande teintée verte
- Vitrage isolant thermique vert
- Écopes pour le guidage de l'air sur les deux bras d'essuie-glace
- Bouchon de réservoir de carburant verrouillable
- Jantes à rayons au format 9J × 15 en alliage léger
- Pneus 235/45 VR15 (Michelin) avec ceinture en acier
- Roue de secours identique aux pneus standards
- Aileron arrière noir
- Panneau décoratif noir à droite et à gauche du gaufrage de la plaque d'immatriculation
- Bande continue noire et lumineuse entre les feux SBBR

#### Équipement fonctionnel
- Phares halogènes
- Clignotants intégrés dans les pare-chocs
- Feux SBBR noirs
- Deux feux de recul
- Commutation à deux niveaux et bouton d'essuie-glace pour le système de lavage d'essuie-glace
- Fenêtre arrière chauffante
- Système d'essuyage et de lavage de la lunette arrière
- Système de ventilation et de chauffage combiné avec ventilateur à quatre niveaux, bouches d'aération pour les pieds à l'avant et bouches d'aération réglables dans le tableau de bord
- Tableau de bord avec compteur de vitesse, odomètre, compteur kilométrique, jauge de suralimentation, horloge numérique LCD, tachymètre, voltmètre et jauge de carburant électronique
- Voyants pour feux de route, feu de brouillard arrière, indicateur du niveau de liquide de refroidissement, pression d'huile, centrale hydraulique, système de freinage antiblocage, frein à main, fenêtre arrière chauffante, chauffage des sièges et voltage de la batterie
- Instrumentations supplémentaires dans la console centrale : indicateur de température du liquide de refroidissement, jauge de la température et de la pression de l'huile et interrupteur à tirette avec voyants lumineux pour l'enclenchement du blocage de différentiel
- Système de radio cassette stéréo avec quatre haut-parleurs (Radio Brüssel II) et faders pour les haut-parleurs
- Éclairage rougeâtre réglable pour l'instrumentation
- Éclairage des commandes
- Cendrier éclairé et allume-cigare dans la console centrale
- Siège conducteur et passager avant chauffant électriquement
- Éclairage intérieur avec contacteurs sur les portes
- Éclairage séparé pour le coffre
- Direction assistée
- Système de freinage antiblocage (ABS)
- Double tuyau d'échappement (acier inoxydable) pour le système d'échappement

La Sport quattro était disponible à la vente générale avec les couleurs suivantes :
- Tornadorot (couleur de course italienne)
- Kopenhagenblau (couleur de course française)
- Malachitgrün (couleur de course anglaise)
- Alpinweiß (en remplacement de la couleur de course allemande, Silber)

Sur demande, deux exemplaires ont été fabriqués en Schwarz pour Ferdinand Piëch, alors membre du conseil d'administration d'Audi.

### Quantités
Cette nouvelle voiture a nécessité de produire, comme le demande la réglementation du groupe B, 200 exemplaires d'une version de série. L'Audi Sport quattro a donc été produite à 220 exemplaires dont 4 avec des pièces détachées supplémentaires. La production se répartit comme suit :
- 4 exemplaires pré-assemblées en pièces détachées, qui n'ont pas été complétées (spécification Audi Motorsport)
- 134 exemplaires en Tornadorot
- 48 exemplaires en Alpinweiß
- 21 exemplaires en Kopenhagenblau
- 15 exemplaires en Malachitgrün
- 2 exemplaires en Schwarz

Parmi les véhicules en Tornadorot, 89 ont été mis en vente. 6 véhicules étaient des prototypes, 19 étaient des véhicules d'essai et 20 étaient utilisés comme véhicules de rallye par Audi Motorsport.

### Prix
L'Audi Sport quattro a été proposée à partir de décembre 1984 au prix de 195 000 Deutsche Mark, ce qui en faisait le véhicule de production allemand le plus cher à l'époque. En comparaison, une Porsche 911 Turbo ne coûtait que la moitié du prix, à savoir 100 000 Deutsche Mark. Au 1er janvier 1985, le prix a été porté à 203 850 Deutsche Mark.
Trente ans après la production, les véhicules bien conservés coûtent plusieurs fois le prix du neuf. En 2015, un modèle de 1984 a atteint un prix d'achat de 401 500 dollars américains lors d'une vente aux enchères par RM Sotheby's en Arizona, en 2016 à Londres, également chez RM Sotheby's, un modèle de 1986 a atteint un prix d'achat de 403 200 livres sterling. Sur le marché libre, le prix le plus élevé documenté publiquement à ce jour remonte à 2019, lorsque le concessionnaire berlinois PreSelect a vendu une Sport quattro de 1985 au Portugal pour 425 000 EUR via le marché en ligne Classic Trader.

### Chiffres lors des essais
- 0-100 km/h : 4,5 s[6]
- 0-120 km/h : 6,3 s[6]
- 0-200 km/h : 18,4 s[6]
- 1 km départ arrêté : 23,9 s[7]
- Vitesse de pointe : 248 km/h[7]

### Sports mécaniques
Bien qu'environ 170 unités de l'Audi Sport quattro aient été vendues à des particuliers, son véritable objectif était de participer au championnat du monde des rallyes. Sa première apparition en rallye remonte au Tour de Corse 1984. Mais la Sport quattro S1 s'est d'abord avérée relativement peu maniable. De plus, le moteur était aux prises avec des problèmes de température, qui ont été corrigés au fil du temps. 1 seule victoire en Championnat du Monde : Côte d'Ivoire 1984 (S. Blomqvist). En 1985, la Sport quattro S1 dispute sa première saison complète de rallye. Pourtant, les signes des temps s'étaient déjà retournés contre Audi. Les nouvelles voitures de course de la compétition du groupe B étaient nettement supérieures à la Sport quattro dérivée d'une voiture de route.

## Sport quattro E2
Chronologie des modèles
Audi Sport quattro Audi 200 Quattro

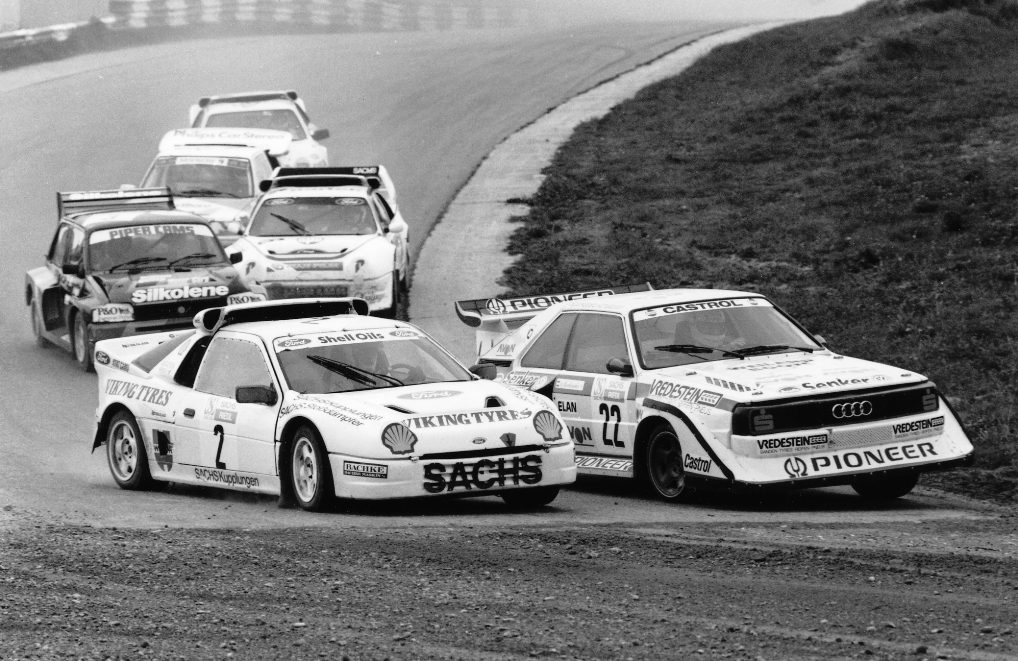
Herbert Breiteneder (Audi Sport quattro E2) en duel avec Martin Schanche (Ford RS200 E2) au Championnat d'Europe de Rallycross 1989 à Melk

L'Audi Sport quattro E2 (appelée aussi Audi S1) est une évolution de la Sport quattro. Audi a commencé à développer un total de 20 modèles Sport quattro, qui n'étaient cependant pas basés sur la version S1. Profitant pleinement de la réglementation FIA concernant les versions évolution, la Sport quattro a été équipée d'ailes et de spoilers et elle s'appelait alors la Sport quattro E2. 
Pour résoudre le problème de sous-virage chronique de la quattro S1, de nombreuses mesures ont été appliquées.
Ainsi, les voies sont encore élargies et, en plus de la batterie, de la bâche à huile et des radiateurs d'huile, le radiateur de refroidissement moteur prend place dans le coffre.
Un gros travail sur l'aérodynamisme a été fait pour mieux plaquer la voiture au sol et aérer convenablement les radiateurs situés dans le coffre. Il en ressort cet aspect impressionnant avec le profilage de la partie inférieure de la face avant qui se prolonge sur les extensions d'ailes avant pour former un appui efficace afin de mieux plaquer l'avant de la voiture et combattre le sous-virage. Un imposant aileron est rajouté sur la malle arrière pour compléter l'appui et d'immenses entrées d'air ont été sculptées dans les ailes arrière. 
L'espace libéré par le radiateur dans le compartiment moteur a permis de redéfinir les périphériques moteur afin d’accroitre encore la puissance de l'engin. La puissance grimpe ainsi à 475ch en configuration de base pour vite monter à plus de 550ch en fin de carrière, faisant de la S1 la voiture de championnat du monde des rallyes la plus puissante jamais engagée.
À noter que pour certains rallyes (notamment le rallye de Grande-Bretagne 1985), la voiture a eu droit à la boîte de vitesses robotisée à double embrayage PDK de Porsche utilisée déjà, entre autres, sur la Porsche 962.
La Sport quattro E2 a fait ses débuts en juillet 1985 au Rallye Olympus (alors compétition aspirante au Championnat du monde des rallyes 1986) aux États-Unis, où Hannu Mikkola l'a conduite à une impressionnante victoire au classement général. Sa seule victoire en championnat du monde des rallyes est le Rallye Sanremo 1985 (W. Röhrl). Après un accident au Rallye du Portugal 1986 au cours duquel 3 spectateurs sont tués et 33 blessés, Audi se retire provisoirement du Championnat du Monde des Rallyes.
Après que la FIA ait interdit les "monstres" du Groupe B du Championnat du Monde des Rallyes fin 1986, certaines Sport quattro S1 et E2 ont continué à concourir avec succès dans de nombreuses compétition automobile de Rallycross pendant plusieurs années, par exemple sous la direction de l'Autrichien Herbert Breiteneder. Les plus puissantes d'entre elles avaient des moteurs très sophistiqués pour les courtes distances de sprint qui sont courantes en rallycross, avec une puissance comprise entre 650 et 700 ch.

## Sport quattro E2 Pikes Peak
Chronologie des modèles
Cependant, en 1987, Audi a ramené la "Kurzen" sur la piste de course. Et dans la version la plus puissante jamais construite par Audi. L'Audi Sport quattro E2 Pikes Peak devait écrire l'histoire du sport automobile avec Walter Röhrl. Ce modèle est une Sport quattro E2 modifiée spécialement pour la course de Pikes Peak. Ce véhicule est le même E2 (avec quelques évolutions mécaniques et aérodynamiques) que celui utilisé par Bobby Unser Sr, un an auparavant. Le moteur a également obtenu une puissance supplémentaire. Selon Audi, Walter Röhrl disposait désormais de 598 ch. Röhrl a participé au Pikes Peak International Hill Climb dans le Colorado (États-Unis) avec ce véhicule. Il ne l'a utilisé que pour ces deux courses de Pikes Peak. L'identification officielle de ce E2 est : IN-YC 64. Il a été enregistré le 23 avril 1986. Son numéro de châssis est le 85 ZGA 905 020.
Extérieurement, ce véhicule se différencie du E2 par ses ailerons avant et arrière imposants (les derniers modèles de E2 possédaient un aileron arrière équivalent). Ces ailerons permettent d'obtenir un maximum d'appui au sol, surtout à l'avant, car le moteur développe 598 ch et la voiture a tendance à se cabrer. Cette course se déroule sur un chemin et non sur asphalte, qui de plus est incliné. Les conditions d'appui sont ainsi particulières à cette course, où beaucoup de véhicules sont dotés d'ailerons imposants.
Intérieurement, la voiture a été allégée au maximum (les portes sont en fibre de verre). Le moteur développe 598 ch pour un couple de 670 N m à 5500 tr/min, contre 476 ch pour un E2 de base. Cette puissance est utilisée pour fournir une puissance et une reprise importantes.
La course automobile de Pikes Peak est une course de côte emblématique et les Open Wheel, des monoplaces équipées de V8 gonflés, en sont les reines de l'épreuve,.
En 1981, la Direction de course décide d'ouvrir l'épreuve aux voitures de rallyes en créant la catégorie Open Rally. Audi profite de l'occasion pour tenter de soutenir sa gamme commerciale en prouvant l'efficacité de ses voitures face à la meilleure opposition qui soit.
En 1982, une Audi quattro est confiée à John Buffum, d'Audi of America, pour mener la première campagne. Il s'impose deux fois, en 1982 et 1983, dans la division Open Rally.
En 1984, c'est à Michèle Mouton qu'une quattro est confiée. Elle prend la tête de sa catégorie mais ne parvient pas à s'imposer au classement général ; elle décroche la seconde place sur le podium. Les Américains lui prodiguent des encouragements et lui proposent de revenir l'année suivante. Elle s'attaque à nouveau au record de la piste en 1985. Aux essais, il lui est reproché d'avoir chauffé ses pneus avant de s'élancer, comme il est d'usage en rallye. Elle signe les meilleurs temps des essais. Le jour de la course, elle part en dernière position (meilleurs essais) dans sa Sport quattro et remporte la course, établissant un nouveau record avec 11 min 25 s 39, améliorant le temps précédent de 13 secondes. Michèle Mouton établit ainsi une triple performance : record de la piste, 1re victoire d'un non américain dans cette compétition et 1re victoire d'une femme pilote.
Audi, pour la campagne suivante en 1986, confie sa voiture à l'américain Bobby Unser, déjà 8 fois vainqueur de cette épreuve et 3 fois vainqueur des 500 miles d'Indianapolis. À bord de la Sport quattro E2, il remporte la victoire ainsi que le record de la montée en 11 min 09 s 22, soit 16 secondes de moins que Michèle Mouton l'année précédente.
Mais en 1987 la concurrence va être particulièrement forte. Finalement, Walter Röhrl s'impose avec 7 secondes d'avance sur son concurrent le plus fort, Ari Vatanen, au volant d'une Peugeot 205 T16 E2, en panne technique juste avant la ligne d'arrivée. Röhrl a également été le premier coureur à s'imposer au Pikes Peak en moins de 11 minutes. Il a établi un nouveau record du parcours en 10 minutes et 47,85 secondes. A ce jour, ce record n'a été battu par aucun autre véhicule à moteur avant.
Après cette course de côte et quelques tentatives en demi-teinte avec l'Audi 200 quattro, Audi se retire du rallye et se concentre peu après sur la course sur circuit.

## Sport quattro RS 002
L'Audi Sport Quattro RS 002 est un prototype de rallye prévu pour remplacer l'Audi Sport quattro E2 en Groupe S. Le projet fut abandonné à la suite de la disparition du Groupe B et du retrait d'Audi en rallye. Il affiche 12 km au compteur et ne fut jamais testé. Cependant, en juillet 2016 lors du "Eifel Festival Rallye" à Daun en Allemagne, elle fut pilotée par le pilote emblématique allemand Walter Röhrl en première mondiale après 30 années passées dans le "Audi Museum mobile d'Ingolstadt".
Sa particularité est que son 5 cylindres n'est plus disposé en porte-à-faux avant mais en position centrale. C'est donc une voiture entièrement nouvelle aussi bien mécaniquement qu'esthétiquement.
Audi a en effet longtemps voulu garder des voitures de course proches techniquement des versions de série, pour promouvoir plus directement leurs performance et leur fiabilité. Cependant, ils ont estimé qu'il fallait développer une telle voiture pour être devant les 205 Turbo 16, Lancia Delta S4 ou autre Ford RS200 du Groupe S. Voitures qui ont toutes cette architecture.

## Coupé Quattro
Chronologie des modèles
Audi Quattro A1
L'Audi coupé quattro de rallye est dérivé de la version quattro du coupé GT. Il a été développé par Audi Sport pour des écuries désireuses de s'engager en groupe N, en parallèle de l'Audi 200 engagé officiellement par Audi.
À la différence de ses grandes sœurs, elle dispose d'un moteur atmosphérique dérivé du moteur KV du coupé de série, moins cher à produire, plus souple et plus fiable.
Ce dernier reçoit entre autres un arbre à cames aux levées et temps d'ouverture modifiés, une alimentation et une culasse retravaillées ainsi qu'un échappement libéré.
Tout ceci permettant un bond en avant des performances du moteur avec, dans les configurations extrêmes, plus de 200 ch et 24 mkg de couple.
Pour le reste de la préparation de la voiture, l'équipe s'est basé sur les travaux déjà effectués sur la quattro groupe B. Elle en reçoit ainsi les renforts et les trains roulants.
Malgré tout cela, elle ne gagnera aucune course et se cantonnera à rapporter de précieux points supplémentaires à Audi au championnat du monde, un de ses meilleurs résultats étant une 4e place au rallye des 1000 lacs 1987.
Elle aura malgré cela de bons succès dans les championnats nationaux et notamment au Royaume-Uni.

## Spécifications des performances
Les puissances maximales des moteurs et les accélérations de 0 à 100 km/h en secondes, selon le modèle, sont les suivantes :
- Audi Sport Quattro : 225 kW (306 PS) ; 4,9 s.
- Audi Sport Quattro S1 (en rallye) : 331 kW (450 PS) ; 3,5 s.
- Audi Sport Quattro E2 : 390 kW (530 PS) ; 2,6 s (boîte de vitesses à double embrayage de Porsche) ou 3,1 s (boîte de vitesses manuelle).
- Audi Sport Quattro E2 « Pikes Peak » : 440 kW (598 PS) ; moins de 2,5 s.